# 프레임 레이트

초당 12프레임의 애니메이션 카툰.

프레임 레이트(frame rate)란 디스플레이 장치가 화면 하나의 데이터를 표시하는 속도를 말하며, 프레임 속도(frame速度) 또는 프레임률(frame率)이라고 옮기기도 한다.
이와 같은 뜻으로 쓰이는 초당 프레임 수(frames per second, 秒當frame數)는 1초 동안 보여주는 화면의 수를 가리키며, 로마자 약어 및 단위로는 fps(또는 프레임/초)를 쓴다.
일본에서는 애니메이션을 제작할 때 예산을 줄이려고 18fps나 15fps 동영상을 만들기도 한다. BD로 제작되는 경우 일반적으로 fps 수치가 상승하며 보정또한 추가된다. 송출되는 TV나 DVD는 기본적으로 20fps를 넘기는 경우가 많다.
보통 눈의 잔상을 이용해서 표시하기 때문에 1초에 30번 또는 24번 이상이 필요하다.

## 영화, 텔레비전의 프레임 레이트
텔레비전과 영상 제작 사업에 쓰이는 프레임 속도 표준은 다음과 같다.
- 60i (실제로는 59.94가 더 정확한 표현이다. 60i 필드 = 29.97 프레임): NTSC 텔레비전에 쓰이는 표준 비디오 필드 속도이다. DVD, 가정용 캠코더, 방송 신호에 쓰인다.
- 50i (50i = 25 프레임): PAL과 SECAM 텔레비전에 쓰이는 표준이다.
- 30p (30 프레임): 비월 주사 방식이 아닌 포맷으로, 1980년대 뮤직 비디오 산업이 처음 사용하였다.
- 24p (24 프레임): 비월 주사 방식이 아닌 포맷으로, 비디오 신호를 필름에 전송하기 위해 쓰인다.
- 25p (25 프레임): 이 프레임 레이트는 50i PAL 텔레비전 표준에서 가져온 것이다.
- 60p (60 프레임): 고성능 HDTV 시스템에 쓰이는 순차 주사 방식 포맷이다.
- 120p(120프레임): 초고선명 텔레비전(UHDTV)의 표준인 Recommendation ITU-R BT.2020에 채택되었다.
- 300p(300프레임): 스포츠 영상등 움직임이 많은 영상을 위하여 연구되고 있으며, HEVC 코덱의 상한 프레임 레이트이다.

## 비디오 게임의 프레임 레이트
비디오 게임은 대개 초당 30에서 144 프레임을 사용한다. 그러나 하드웨어의 성능, 표시되는 그래픽의 복잡도, 사용자에게 느껴지는 반응시간 등 다양한 요소에 따라 달라지며, 플레이 중에도 프레임 레이트가 바뀌는 경우가 많다.
최초의 1인칭 슈팅 게임으로 여겨지는 《3D Monster Maze》은 초당 6프레임밖에 표시하지 못했다.
일부 게임은 그래픽 요소뿐 아니라 물체 간의 충돌 감지, 물리 엔진, 심지어 인공지능, 네트워크 요소 등 게임의 많은 요소가 프레임 레이트와 연동되어 동작한다.

## 같이 보기
- 화면 재생 빈도
- 프레임 오류율 (FER)